# AMPL
AMPL (A Mathematical Programming Language) est un langage de modélisation algébrique pour décrire et résoudre des problèmes de grande complexité pour le calcul mathématique à grande échelle (c'est-à-dire des problèmes de type optimisation et planification à grande échelle). Il a été développé par Robert Fourer (en), David Gay et Brian Kernighan des laboratoires Bell. AMPL prend en charge des dizaines de solveurs, à la fois des logiciels open source et propriétaires, notamment CBC, CPLEX, FortMP, Gurobi, MINOS, IPOPT, SNOPT, KNITRO et LGO. Les problèmes sont transmis aux solveurs sous forme de fichiers nl. AMPL est utilisé par plus de 100 entreprises clientes, ainsi que par des agences gouvernementales et des établissements universitaires. 